# 生田豊朗
生田 豊朗（いくた とよあき、1925年7月16日 - 2001年7月4日）は、日本の通産官僚。世界エネルギー会議東京開催会会長（1995年）。

## 来歴
神奈川県横浜市生まれ。東京大学経済学部卒業後の1948年に商工省（通産省）入省。同年入省者には矢野俊比古（通産事務次官、のち参議院議員）、天谷直弘（通産審議官）、岸田文武（中小企業庁長官、衆議院議員）、金森久雄（日本経済研究センター理事長）などがいる。1974年、科学技術庁原子力局長に就任し、1976年1月に退官。退官後、2000年6月まで原産会議常任理事に就任し、さらに日本エネルギー経済研究所所長に就任。1984年-1998年の間、同エネ研理事長。1995年、世界エネルギー会議（WEC）東京開催会会長。
著者に「フィリピンの経済」（アジア経済研究所、1968年）、「日米繊維交渉:"経済戦争"の展開とその教訓」（稲葉秀三共著、金融財政事情研究会、1970年）、「茶の間のエネルギー学」（日本経済新聞社、1981年）、「エネルギー危機と日米関係」（日米エネルギー関係特別委員会・米国大西洋協議会エネルギー政策委員会編著 生田豊朗監訳、エネルギーフォーラム、1981年）、「OPECの知識」（日経文庫 289、1980年）、「石油（日経産業シリーズ）」（日本経済新聞社、1987年）、「温室効果ガスと地球温暖化 影響と対策，展望」（アグネ承風社、1989年）など、エネルギー関連の著書が多数ある。